# Jesús Gómez (Leichtathlet, 1999)
Jesús Gómez Villadiego (* 2. September 1999) ist ein spanischer Leichtathlet, der sich auf den Sprint spezialisiert hat.

## Sportliche Laufbahn
Erste internationale Erfahrungen sammelte Jesús Gómez beim Europäischen Olympischen Jugendfestival (EYOF) 2015 in Tiflis, bei dem er in 22,75 s den achten Platz im 200-Meter-Lauf belegte und mit der spanischen 4-mal-100-Meter-Staffel in 42,46 s die Silbermedaille gewann. Im Jahr darauf erreichte er bei den erstmals ausgetragenen Jugendeuropameisterschaften ebendort das Halbfinale über 100 m, in dem er mit 10,98 s ausschied, während er mit der Sprintstaffel (1000 m) in 1:53,62 min die Silbermedaille gewann. 2018 startete er mit der 4-mal-100-Meter-Staffel bei den U20-Weltmeisterschaften in Tampere und verhalf dort dem Team zum Finaleinzug. Bei den World Athletics Relays 2021 schied er mit der 4-mal-100-Meter-Staffel mit 39,30 s im Vorlauf aus und anschließend gewann er dann bei den U23-Europameisterschaften in Tallinn in 20,60 s die Silbermedaille über 200 m hinter dem Schweizer William Reais und auch mit der 4-mal-100-Meter-Staffel gewann er in 39,00 s die Silbermedaille hinter Deutschland.
2021 wurde Gómez spanischer Meister im 200-Meter-Lauf.

## Persönliche Bestleistungen
- 100 Meter: 10,50 s (−0,7 m/s), 12. Juni 2021 in La Nucia
  - 60 Meter (Halle): 6,73 s, 7. Februar 2021 in Antequera
- 200 Meter: 20,60 s (+0,3 m/s), 10. Juli 2021 in Tallinn
  - 200 Meter (Halle): 21,08 s, 7. Februar 2021 in Antequera